# Francisco de Almeida Varela
Francisco de Almeida Varela (ca. 1800, Santa Catarina — Desterro, 14 de fevereiro de 1870) foi um político brasileiro.
Foi deputado à Assembleia Legislativa Provincial de  Santa Catarina na 12ª legislatura (1858 — 1859), na 15ª legislatura (1864 — 1865), na 16ª legislatura (1866 — 1867), e na 17ª legislatura (1868 — 1869).
Foi oficial da Imperial Ordem da Rosa.